# Милош Бабич (хокеїст)
Милош Бабич (серб. Miloš Babić; нар. 15 квітня 1988, м. Ливно, Югославія) — сербський хокеїст, правий крайній нападник. Виступає за «Партизан» (Белград) у Сербській хокейній лізі. 
Виступав за команди: «Партизан» (Белград), «Црвена Звезда» (Белград), «Войводина» (Новий Сад).
У складі національної збірної Сербії учасник чемпіонатів світу 2007 (дивізіон II), 2008 (дивізіон II), 2009 (дивізіон II), 2010 (дивізіон I) і 2011 (дивізіон II). У складі молодіжної збірної Югославії/Сербії і Чорногорії учасник чемпіонатів світу 2004 (дивізіон II), 2005 (дивізіон II), 2006 (дивізіон II), 2007 (дивізіон II) і 2008 (дивізіон III). У складі юніорської збірної Югославії/Сербії і Чорногорії учасник чемпіонатів світу 2003 (дивізіон II), 2004 (дивізіон II),  2005 (дивізіон II) і 2006 (дивізіон II).
Чемпіон Сербії (2007).